# پسی گاوران
پسی گاوران یک ستاره است که در صورت فلکی گاوران قرار دارد.